# برانطودون
البرانطودون أو نظير الأنطودون (الاسم العلمي:†Paranthodon) هو جنس منقرض من الزواحف يتبع فصيلة الستيغوصورات من رتبة طيريات الورك. عاش في ما يعرف الآن بجنوب إفريقيا خلال فترة الطباشيري المبكر بين 139 و131 مليون سنة مضت. تم اكتشافه في عام 1845 وكان أحد أوائل الدينوصورات الستيغوصورية المكتشفة. بقاياه الوحيدة تم العثور عليها في تشكيل كيركوود وهي عبارة عن جمجمة جزئية وأسنان معزولة وشظايا من الفقرات. حدد عالم الأحافير البريطاني ريتشارد أوين في البداية هذه الشظايا كتلك التي عثر عليها في جنس الأنطودون البارياصوري. وقد وضعت هذه البقايا الاحفورية لسنوات في المتحف البريطاني للتاريخ الطبيعي ثم قام عالم الحفريات الجنوب إفريقي روبرت بروم بدراسة الجمجمة الجزئية واقترح أنها تعود إلى جنس مختلف وسمى العينة السقنقور القديم الأفريقي (Palaeoscincus africanus). ثم بعد عدة سنوات خلص عالم الأحياء القديمة المجري فرانز نوبكسا، الذي لم يكن على دراية بالاسم الجديد الذي وضعه بروم، بالمثل إلى أن العينات تمثل أصنوفةً جديدةً أطلق عليها اسم البرانطودون الأويني. نظرًا لأن اسم الجنس الذي اقترحه نوبكسا قد تم تعيينه بعد بروم، وأن بروم لم يعين جنسًا جديدًا، أصبح كلا الاسمين الآن مرادفين Paranthodon africanus. يجمع اسم الجنس بين السابقة الإغريقية القديمة (para) واسم جنس الأنطودون (أو نظير الأنطودون) وذلك لتمثيل الإحالة الأولية للبقايا من قبل أوين على أنها نوع من الأنطودون.

## أنواع البرانطودون
- †برانطودون أفريقي
- †برانطودون أويني